# والتر بلير
والتر بلير (بالإنجليزية: Walter Blair)‏ هو لاعب كرة قاعدة أمريكي، ولد في 13 أكتوبر 1883، وتوفي في 20 أغسطس 1948 في Lewisburg, Pennsylvania ‏ في الولايات المتحدة.

## وصلات خارجية
- والتر بلير على موقعبيزبول رفرنس.كوم (الدوري الرئيسي) (الإنجليزية)
- والتر بلير على موقعبيزبول رفرنس.كوم (الدوري الثانوي) (الإنجليزية)